# Breachwood Green
Breachwood Green – osada w Anglii, w Hertfordshire. Leży 7,7 km od miasta Harpenden, 19,5 km od miasta Hertford i 44,2 km od Londynu. W 2015 miejscowość liczyła 695 mieszkańców.